# Tahifilaxia tratamentului antidepresiv
Tahifilaxia tratamentului antidepresiv (TTA), cunoscută și sub denumirea de toleranța de Prozac, este o afecțiune medicală în care se observă efecte de toleranță progresive sau acute după administrarea cronică a unui medicament. Apare mai des cu inhibitorii selectivi ai recaptării serotoninei (ISRS), care sunt cele mai frecvent prescrise antidepresive.

## Caracteristici
Pacienții afectați de tahifilaxie ca rezultat al tratamentului antidepresiv experimentează o scădere brusca progresivă a răspunsului la ISRS. Ratele raportate ale acestei afecțiuni variază de la 9% la 33% pentru utilizatorii de ISRS, iar majoritatea celor afectați sunt mai puțin receptivi la tratamentele ulterioare. În majoritatea studiilor observaționale, acești indivizi suferă o recidivă a depresiei fără a modifica doza eficientă anterior.
Tahifilaxia TTA încorporează sensibilitatea la medicamente ca un potențial factor cauzal pentru scăderea răspunsului. Cu toate acestea, toleranța oferă o explicație mai precisă. Chiar daca cauza taxifilaxiei în cazuri individuale este necunoscută, toleranța la medicamente este un model mai cuprinzător, deoarece include mecanisme de toleranță farmacodinamică, toleranță metabolică și altele.

### Exemple comune
Tahifilaxia TTA apare în mod specific la pacienții depresivi care utilizează ISRS și IMAO. În prezent, ISRS-urile sunt tratamentul preferat pentru depresie preferat de medici, deoarece IMAO, în ciuda faptului că sunt foarte eficienți, necesită câteva restricții alimentare și o anumită prudență atunci când sunt luate cu alte medicamente, din cauza potențialului de interacțiuni care pot induce efecte secundare periculoase.

## Tratament
După o reducere sau dispariție totală ca răspuns la o doză anterior terapeutică de antidepresiv, problema este abordată clinic ca decurgând din dezvoltarea toleranței. Sunt disponibile mai multe strategii, cum ar fi explorarea opțiunilor de medicamente dintr-o clasă diferită de medicamente utilizate pentru a trata depresia. De asemenea, pacientul poate alege să treacă la un alt ISRS (sau IMAO, dacă este cazul) menținând în același timp doza proporțională. Dacă toleranța se dezvoltă într-un medicament din aceeași clasă, clinicianul poate recomanda un ciclu regulat constând din toate tratamentele eficiente din clasele ISRS sau IMAO, pentru a minimiza efectele secundare de tranziție, maximizând în același timp eficacitatea terapeutică.
Alte opțiuni includ creșterea dozei de același medicament sau suplimentarea cu un alt antidepresiv. Inhibitorii dubli ai recaptării, cum ar fi inhibitorii recaptării serotoninei-norepinefrină și unele antidepresive triciclice, s-au dovedit preliminar a avea rate mai scăzute de tahifilaxie.